# Morlon Wiley
Morlon David Wiley (New Orleans, 24 settembre 1966) è un ex cestista e allenatore di pallacanestro statunitense, professionista nella NBA.

## Carriera
È stato selezionato dai Dallas Mavericks al secondo giro del Draft NBA 1988 (46ª scelta assoluta).